# Klimczok

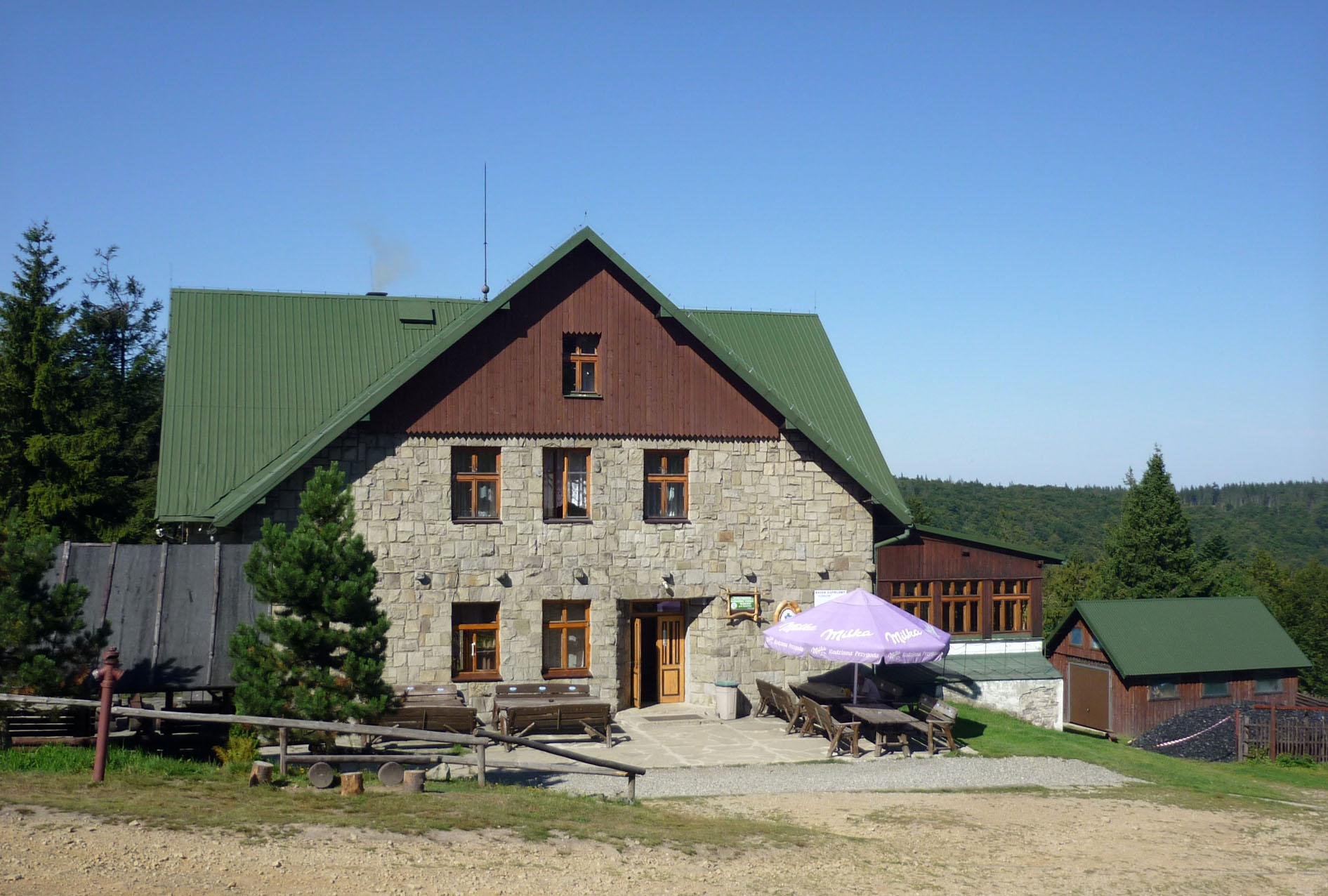
PTTK-Bergbaude Klimczok

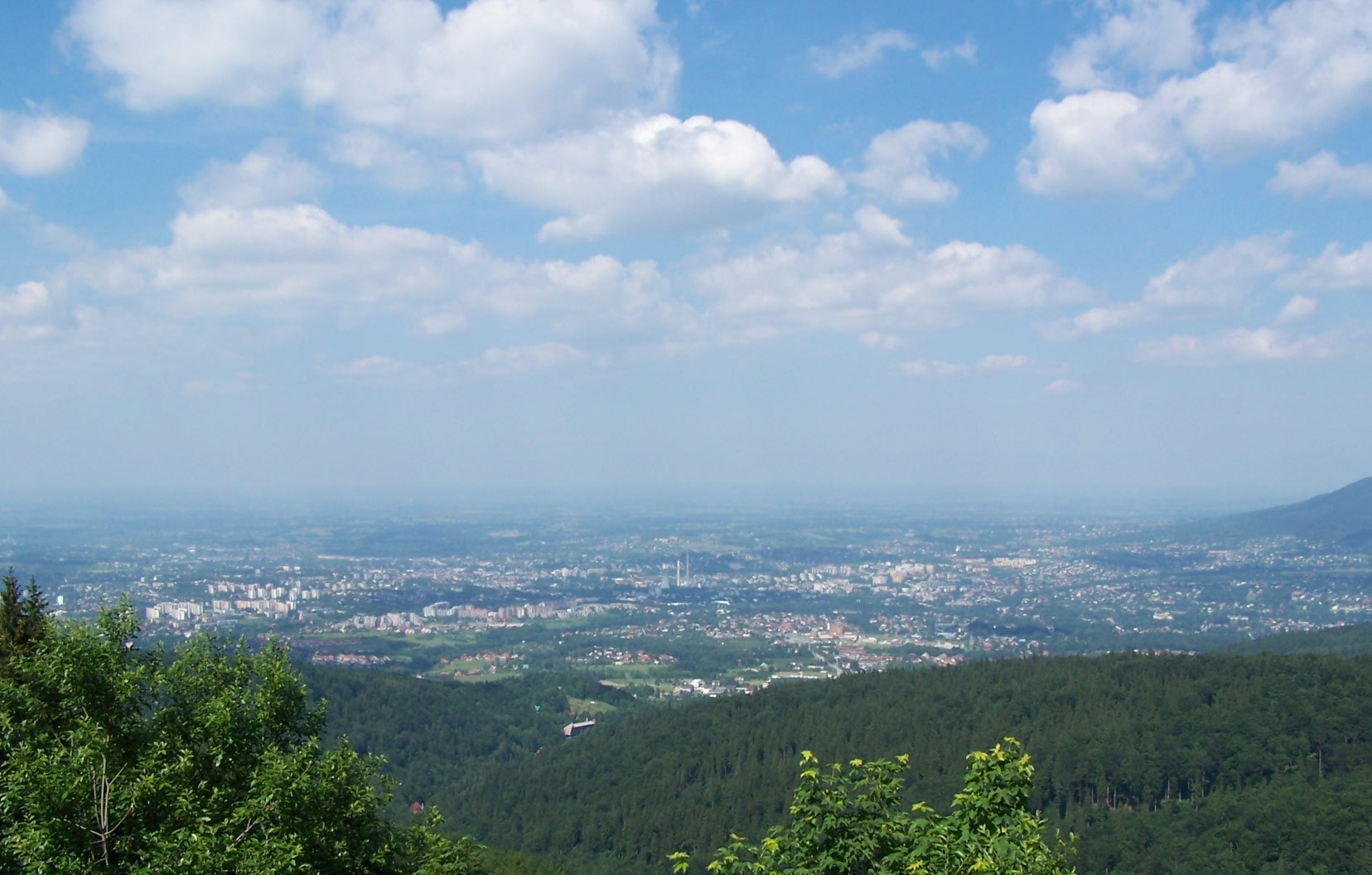
Blick vom Klimczok auf Bielsko-Biała

Der Klimczok (früher auch Klimczak) ist ein 1117 m hoher Berg in den polnischen Schlesischen Beskiden südwestlich von Bielsko-Biała in der heutigem Woiwodschaft Schlesien. 
Er bildet die historische Grenze zwischen Schlesien und Kleinpolen beziehungsweise dem österreichischen Galizien, da die zugehörige Gemeinde Szczyrk im galizischen Bezirk Biała lag.

## Tourismus
- Auf den Gipfel führen mehrere markierte Wanderwege von Bielsko-Biała und Brenna. Wanderwege führen zudem auf die Szyndzielnia und auf den Barania-Kamm.
- Unweit des Gipfels befindet sich die PTTK-Bergbaude Klimczok (früher Klementinenhütte, 1034 m).
- Am Nordhang befindet sich das Skigebiet Klimczok.